# 309 v. Chr.
Portal Geschichte | Portal Biografien | Aktuelle Ereignisse | Jahreskalender | Tagesartikel

◄ |
5. Jahrhundert v. Chr. |
4. Jahrhundert v. Chr. |
3. Jahrhundert v. Chr. |
►

◄ | 320er v. Chr. | 310er v. Chr. | 300er v. Chr. | 290er v. Chr. |
280er v. Chr. |
►

◄◄ | ◄ | 312 v. Chr. | 311 v. Chr. | 310 v. Chr. | 309 v. Chr. |
308 v. Chr. |
307 v. Chr. |
306 v. Chr. |
► |
►►

## Ereignisse

### Reich Alexanders des Großen
- Seleukos I. wehrt endgültig die Versuche des Antigonos I. Monophthalmos ab, Mesopotamien zurückzugewinnen.
- Ptolemaios I. führt seine Flotte in die Ägäis, wo er den von Antigonos I. begründeten Nesiotischen Bund mehrerer ägäischer Griechenstädte besiegt.
- Antigonos I. schickt Herakles, den illegitimen Sohn Alexanders des Großen, seinem Verbündeten Polyperchon auf der Peloponnes zur Unterstützung gegen Kassander. Bald darauf wechselt Polyperchon allerdings die Seiten und liefert Herakles und dessen Mutter Barsine an Kassander aus, der beide töten lässt. Damit ist die alte makedonische Königsdynastie endgültig ausgelöscht.
- Lysimachos, Herrscher in Thrakien, gründet auf der Halbinsel Chersonesos die Stadt Lysimacheia.

### Westliches Mittelmeer
- Zweiter Samnitenkrieg: Nuceria Alfaterna schließt sich den Samniten gegen Rom an. Die Römer ernennen Lucius Papirius Cursor zum Diktator; diesem gelingt bei Longula ein wichtiger Sieg gegen die Samniten.
- Während Agathokles von Syrakus die Karthager in Afrika bekämpft, kommt der karthagische Feldherr Hamilkar bei Kämpfen auf Sizilien ums Leben; Akragas kann sich daraufhin von der karthagischen Herrschaft lösen.
- Camerino wird erstmals urkundlich erwähnt.

## Gestorben
- Barsine, Witwe Memnons und Geliebte Alexanders des Großen, ermordet durch Kassander (* um 363 v. Chr.)
- Herakles, illegitimer Sohn Alexanders des Großen, ermordet durch Kassander (* 327 v. Chr.)
- Zhang Yi, Qin-Stratege